# Roseraie de Cobourg

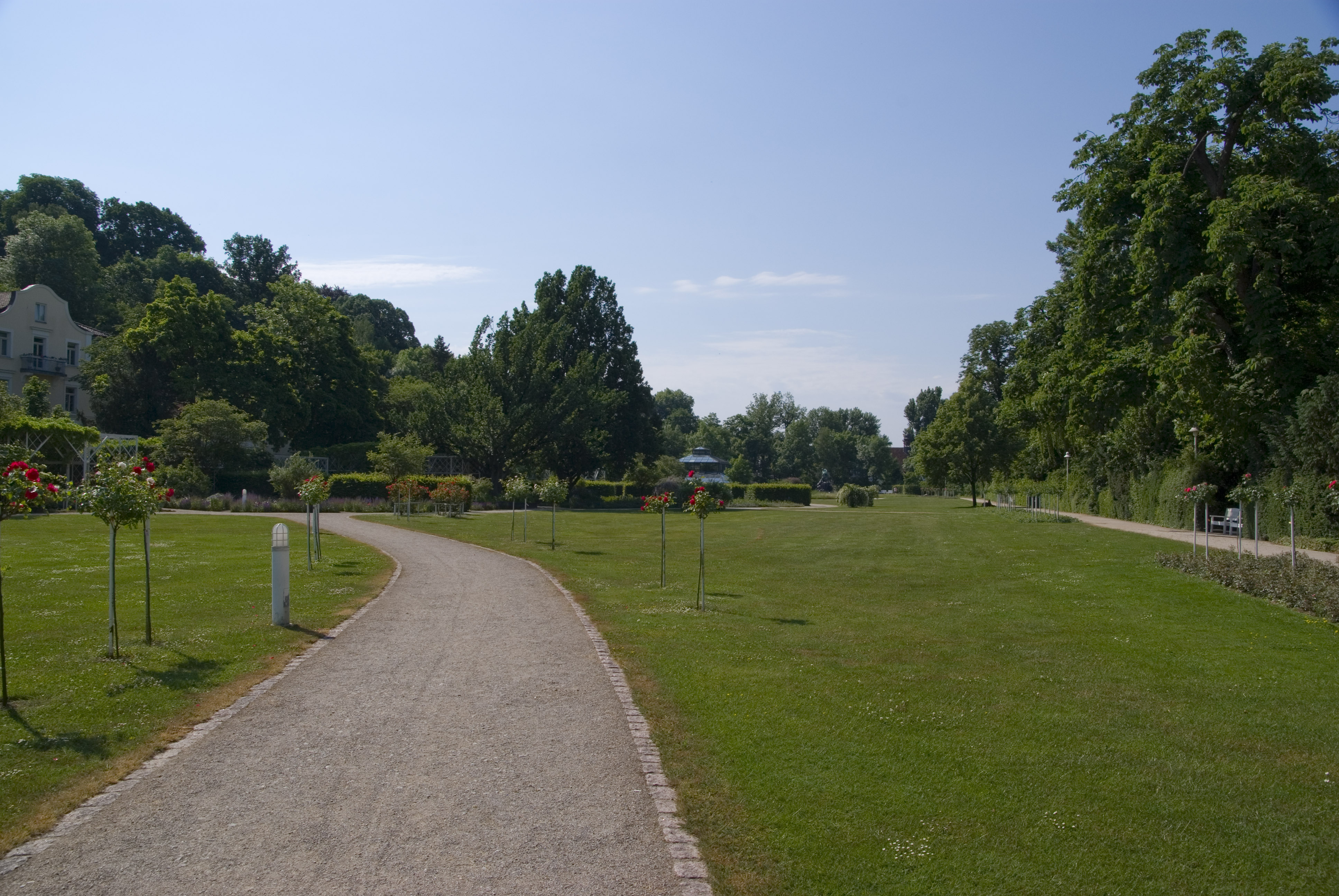
La Roseraie de Cobourg, vue générale.

La Roseraie est un parc de Cobourg, situé dans le quartier de Ketschendorf, entre la Ketschentor (une des portes de la ville) et l’Angerturnhalle (salle polyvalente). Autrefois sur cet emplacement s'étendait une prairie, la Zollbauernwiese, achetée par la municipalité en 1846. En 1906, la Fontaine du Déluge (Sintflutbrunnen) est érigée par l'artiste, natif de la ville, Ferdinand Lepcke du côté sud de la Roseraie. L'apogée de la Roseraie a lieu en 1929, avec une manifestation nationale sur le thème de la rose, la Deutsche Rosenschau, qui attire quelque 200 000 visiteurs. Aujourd'hui, la Roseraie est un espace de détente pour les habitants de Cobourg.

## Restructurations
Quand le Palais des congrès de Cobourg (Kongresshaus Coburg) a été construit, en 1962, la Roseraie a connu une importante restructuration. Le parc aux multiples coins et recoins devient une étendue ouverte et claire ; en outre on y aménage de grandes pelouses, principalement vers le centre du parc. La Roseraie perd de son charme à cause de la restructuration radicale et les citoyens sont mécontents. Entre 1987 et 1988 la Roseraie est transformée de nouveau, cette fois-ci en veillant à respecter un aspect plus naturel. Depuis, on trouve 72 espèces des roses à la Roseraie, on a construit une serre abritant des palmiers et on a aménagé un petit biotope.
Depuis, la Roseraie est une zone de loisirs attractive au cœur de la ville. Bien que des rues soient contigües au parc, l'exposition au bruit est très faible. En outre, de par la densité des plantations et l'importante superficie du parc, on distingue peu la ville depuis la Roseraie. Les habitants utilisent les pelouses comme lieu de pique-nique et de détente. Depuis 2007 se tient annuellement une fête à la Roseraie, la Sintflutbrunnenfest.

## Plaques commémoratives
Deux plaques commémoratives se trouvent à la Roseraie. La première honore Johann Strauss, qui s'est marié à la mairie de Cobourg et y a par la suite vécu jusqu'à sa mort. La seconde fut posée en mémoire de Julius Popp, créateur de la Roserie.

## Palmeraie
Au sud de la Roseraie se trouve la palmeraie, qui a été ouverte le 10 mars 1984 et occupe une superficie du 255 mètres carrés. Le bâtiment (20mx15m) est subdivisé en plusieurs pièces. On trouve des espèces d'orchidées, de bambous, des cactus, des palmiers et aussi quelques animaux, dont des poissons. L'entrée est gratuite.

## Palais des congrès
Au nord de la Roseraie on trouve le palais des congrès (Kongresshaus). Le bâtiment est une construction moderne et présente une grande transparence, grâce à une importante surface vitrée. À l'intérieur il y a deux grandes salles pour les congrès et autres cérémonies, totalisant 1 100 places, et d'autres, de moindre importance, pour les conférences et réunions. Il y a également un restaurant avec une terrasse qui offre une large vue sur la Roseraie à ses visiteurs.

## Avenir du site
L'avenir de la Roseraie et du palais est incertain. Le Neue Innenstadt Konzept (« nouveau concept pour le centre-ville ») prévoit des changements radicaux. On envisage de rénover le palais des congrès et de remanier la Roseraie, entre autres en déplaçant la Fontaine du Déluge au nord du parc. La nature exacte des travaux et leur date de début ne sont pas encore connus, bien qu'un concours d'architectes ait déjà eu lieu.

### Galerie de photos

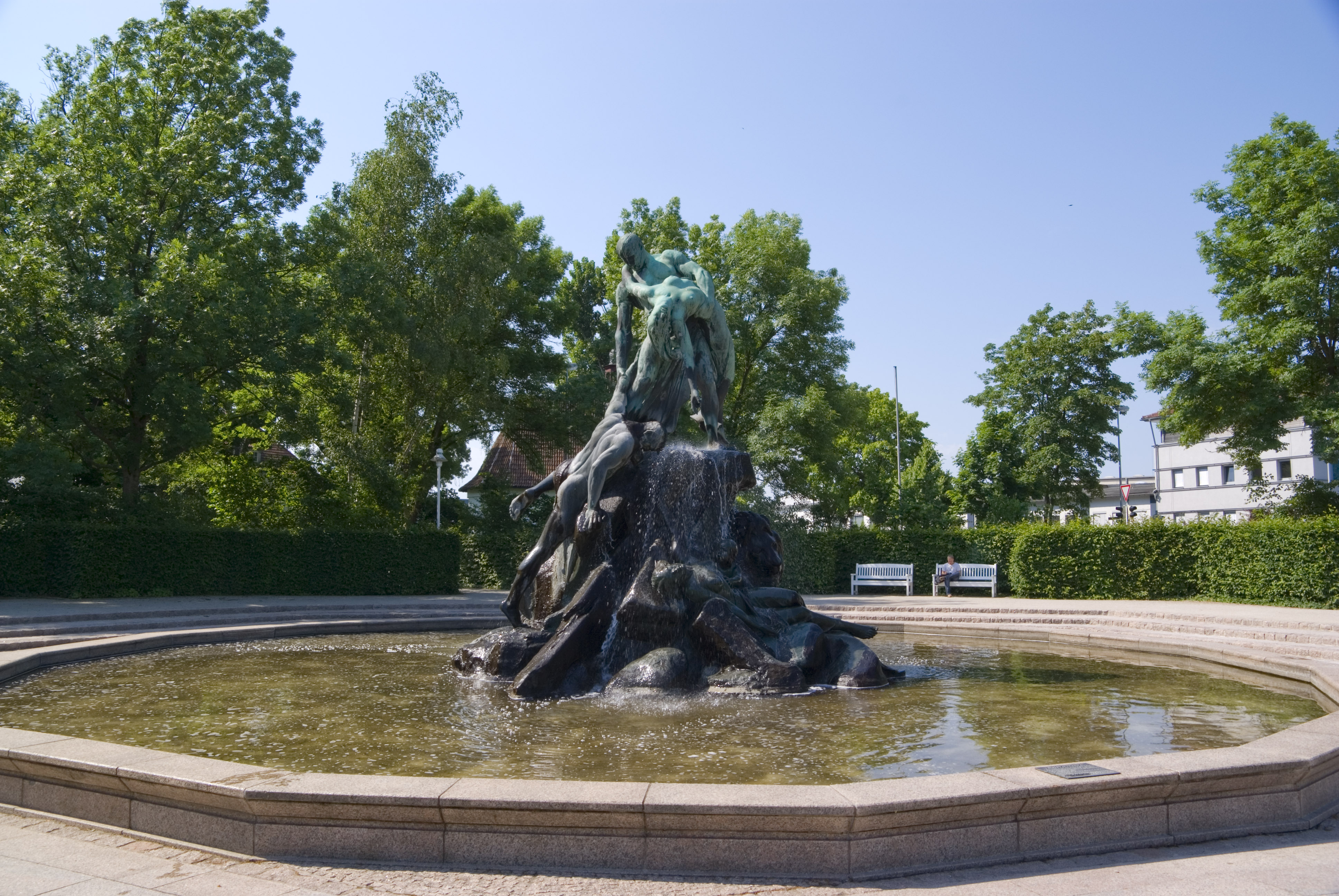
La Fontaine du Déluge, œuvre de Ferdinand Lepcke
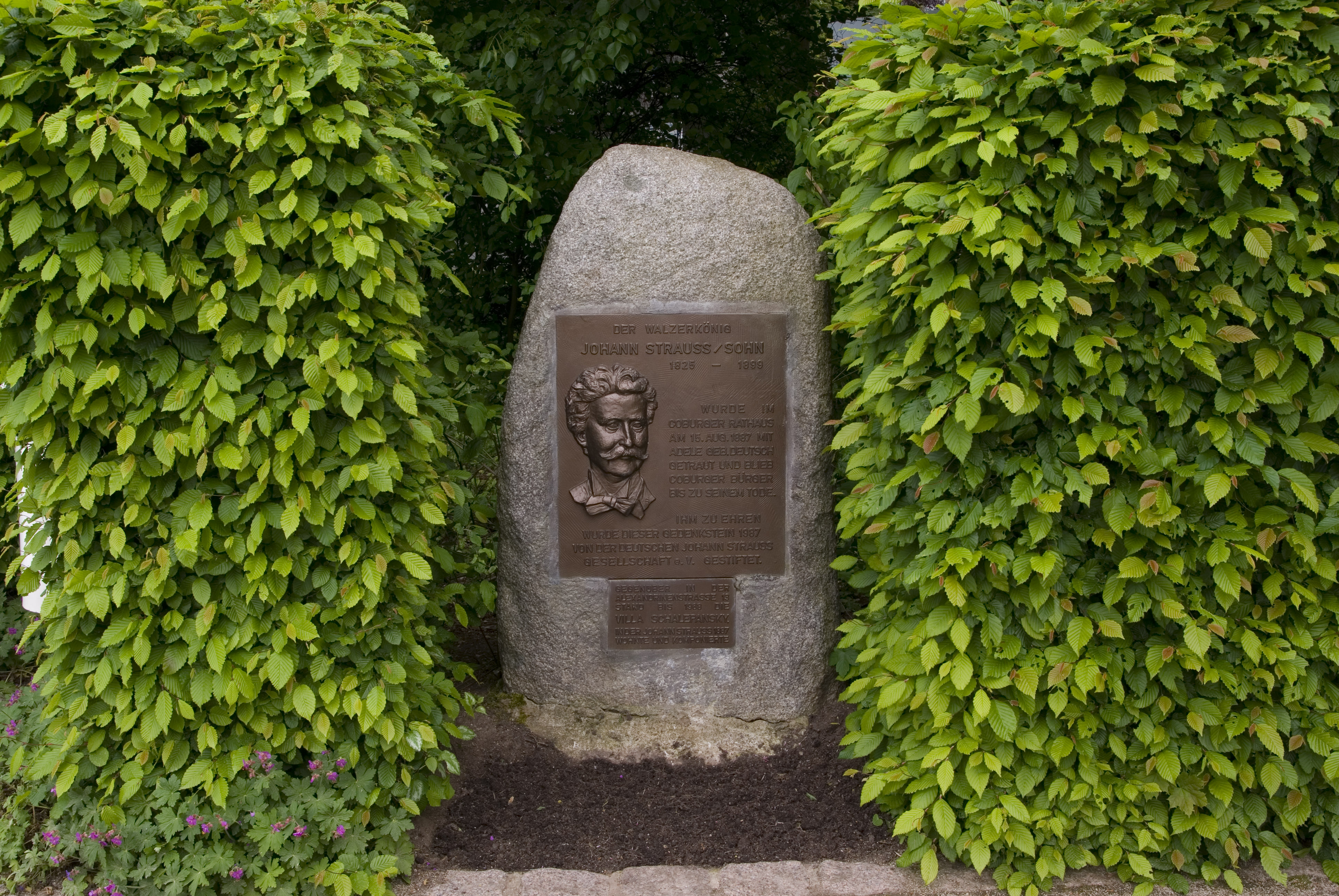
Plaque commémorative en l'honneur de Johann Strauss.
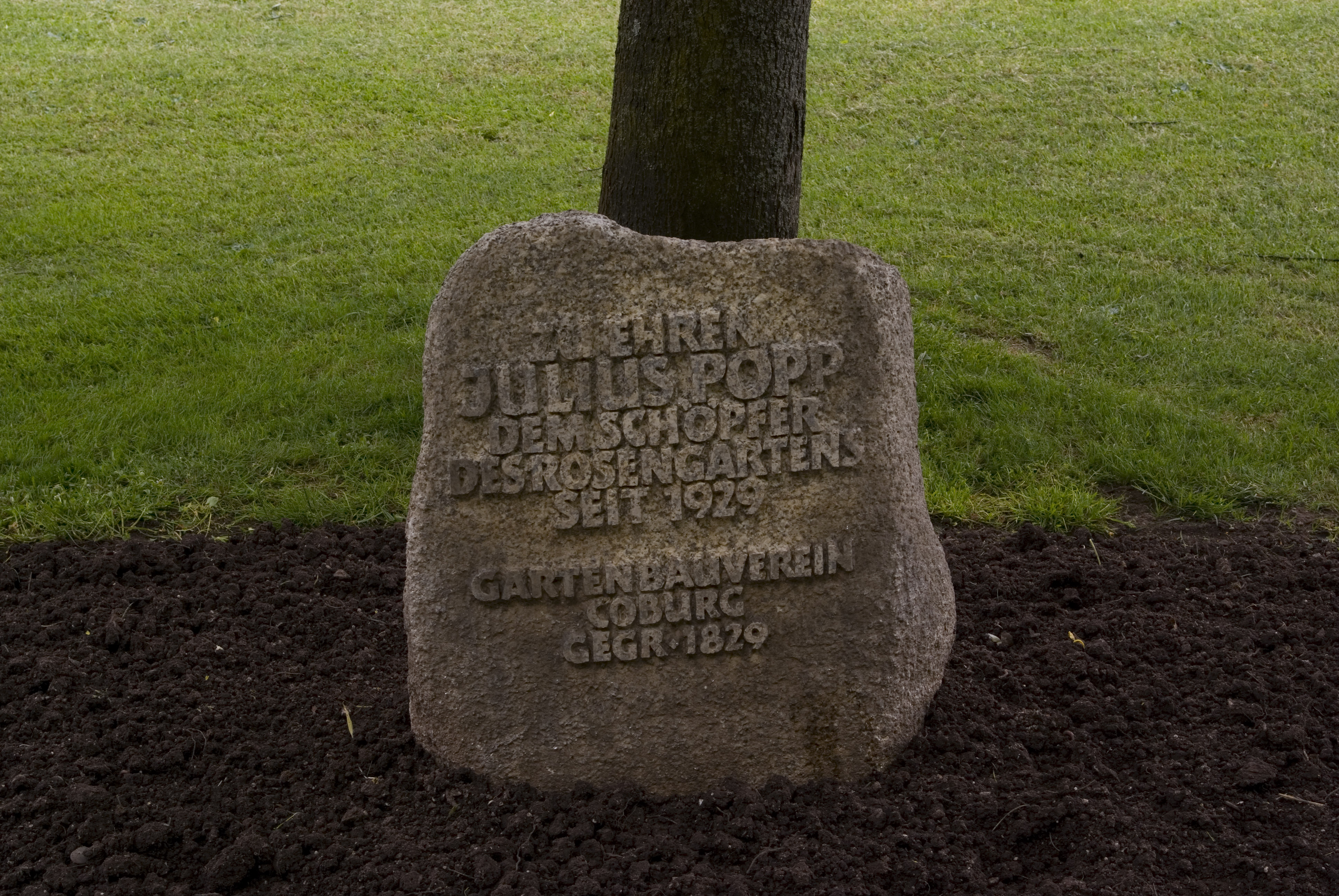
Plaque commémorative en l'honneur de Julius Popp.
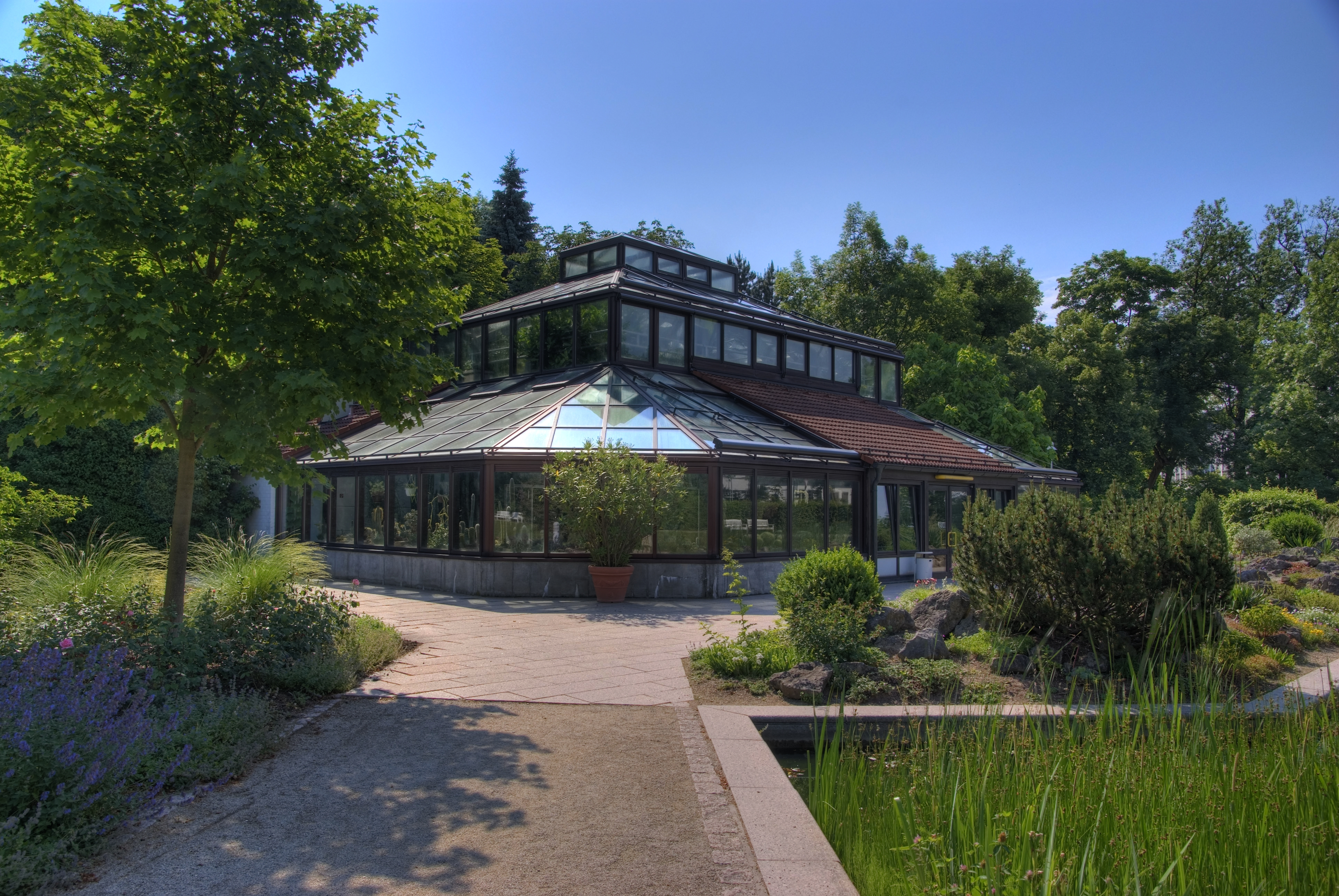
La palmeraie.
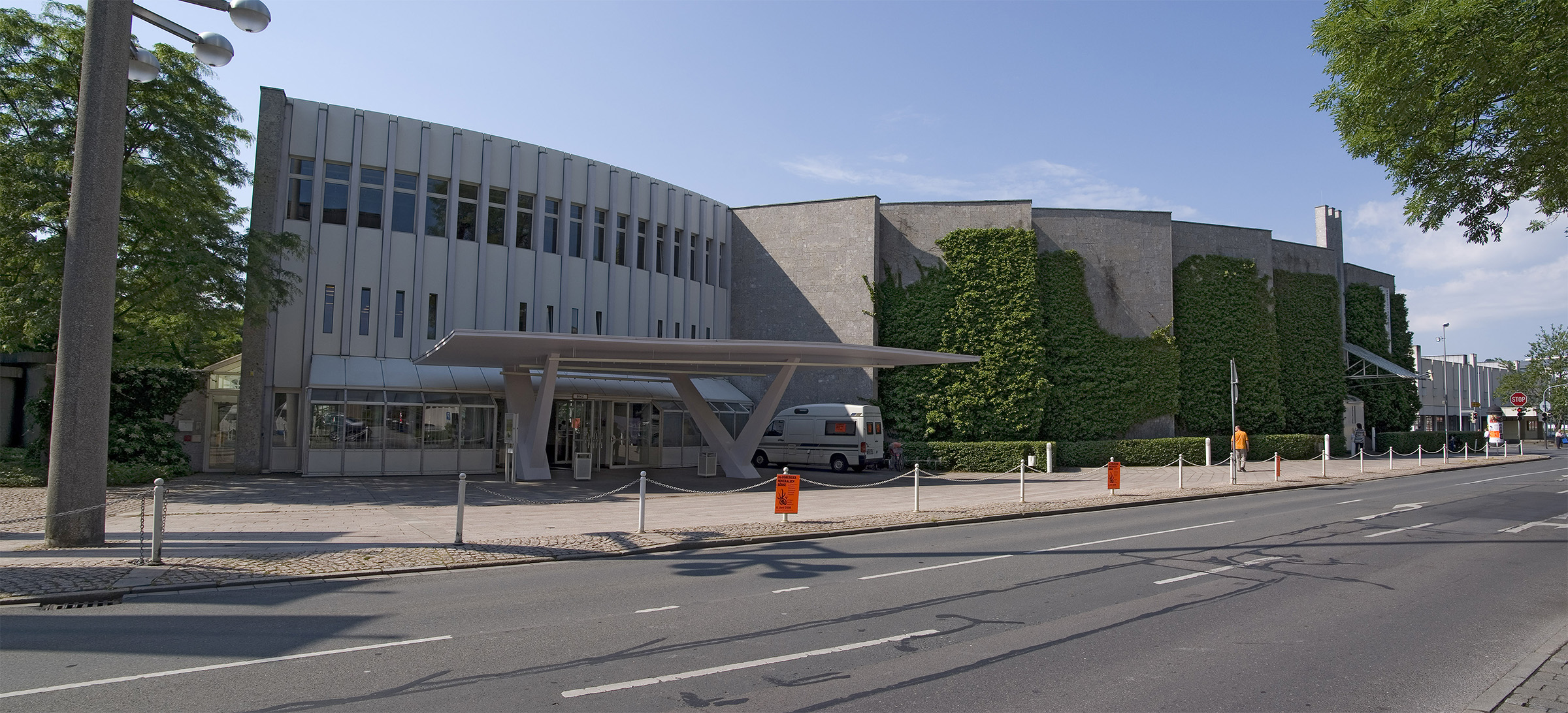
Le Palais des congrès vu depuis la rue.